# Catch a Fire (album)
Catch a Fire, uitgebracht op 13 april 1973, is het vijfde studioalbum van de Jamaicaanse reggaegroep The Wailers en hun eerste album dat werd uitgebracht door Island Records. Twee van de negen nummers op het album zijn geschreven door Peter Tosh, de overige nummers door Bob Marley.
Hoewel het album niet succesvol was, hielp de Catch a Fire Tour door Engeland en de Verenigde Staten de Wailers internationale sterren te worden. Catch a Fire is erg goed ontvangen en is onder meer geplaatst op nummer 123 van Rolling Stone's The 500 Greatest Albums of All Time. Na het compilatiealbum Legend is Catch a Fire hiermee het op een na hoogste album van Bob Marley in de lijst. Ook wordt het album gezien als een van de beste reggaealbums aller tijden.

## Nummers

### Originele uitgave
Alle nummers zijn geschreven door Bob Marley, behalve waar aangegeven.

| Nr. | Titel                                | Duur |
| --- | ------------------------------------ | ---- |
| 1.  | Concrete Jungle                      | 4:13 |
| 2.  | Slave Driver                         | 2:53 |
| 3.  | 400 Years (Peter Tosh)               | 2:45 |
| 4.  | Stop That Train (Peter Tosh)         | 3:55 |
| 5.  | Baby We've Got a Date (Rock It Baby) | 3:57 |

| Nr. | Titel           | Duur |
| --- | --------------- | ---- |
| 1.  | Stir it up      | 5:32 |
| 2.  | Kinky Reggae    | 3:37 |
| 3.  | No More Trouble | 3:57 |
| 4.  | Midnight Ravers | 5:10 |

### Heruitgave
Een heruitgave in Japan en Amerika bevatte de volgende bonustracks:

| Nr. | Titel                 | Duur |
| --- | --------------------- | ---- |
| 1.  | High Tide or Low Tide | 4:44 |
| 2.  | All Day All Night     | 3:29 |

### 2001 Deluxe Edition
De 2001 Deluxe Edition bevat twee disks; de tweede bevat de standaardversie, de eerste een originele Jamaicaanse versie:

| Nr. | Titel                                | Duur |
| --- | ------------------------------------ | ---- |
| 1.  | Concrete Jungle                      | 4:16 |
| 2.  | Stir It Up                           | 3:39 |
| 3.  | High Tide or Low Tide                | 4:44 |
| 4.  | Stop That Train                      | 3:55 |
| 5.  | 400 Years                            | 3:02 |
| 6.  | Baby We've Got a Date (Rock It Baby) | 4:05 |
| 7.  | Midnight Ravers                      | 5:09 |
| 8.  | All Day All Night                    | 3:29 |
| 9.  | Slave Driver                         | 2:56 |
| 10. | Kinky Reggae                         | 3:44 |
| 11. | No More Trouble                      | 5:16 |

## Medewerkers
Muzikanten
- Peter Tosh - zang, orgel, piano, gitaar
- Bob Marley - zang, gitaar
- Bunny Wailer - zang, bongo's, conga
- Aston Barrett - basgitaar
- Carlton Barrett - drums
- John Bundrick - keyboards, synthesizer, clavinet
- Wayne Perkins - gitaar
- Rita Marley - achtergrondzang
- Marcia Griffiths - achtergrondzang
- Tommy McCook - fluit
- Francisco Willie Pep - percussie
- Winston Wright - percussie
- Chris Karan - percussie

Productie
- Chris Blackwell - productie
- Bob Marley - productie
- Carlton Lee - geluidstechniek
- Stu Barrett - geluidstechniek
- Tony Platt - geluidstechniek
- Bob Weiner - grafische vormgeving
- Rod Dyer - grafische vormgeving

Bob Marley · Junior Braithwaite · Beverley Kelso · Bunny Wailer · Peter Tosh · Cherry Smith · Constantine "Vision" Walker · Earl "Chinna" Smith · Aston Barrett · Joe Higgs · Earl Lindo · Carlton Barrett · Al Anderson · Alvin Patterson · Junior Marvin · Donald Kinsey · Tyrone Downie · I Threes (Rita Marley · Marcia Griffiths · Judy Mowatt)